# 오스트레일리아 훈장

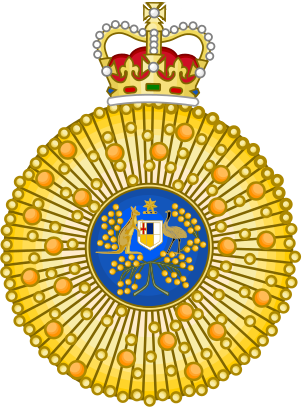
오스트레일리아 훈장(

오스트레일리아 훈장(Order of Australia)은 1975년 2월 14일 영국 연방의 여왕 엘리자베스 2세에 의해 오스트레일리아인 및 다른 사람들의 업적이나 공헌을 치하하기 위한 목적으로 제정된 훈장이다. 이 훈장이 제정되기 전까지 오스트레일리아인들은 영국의 훈장을 받아 왔다.
이 훈장은 일반 및 군(軍) 부문으로 나뉘어 있으며, 아래는 그 등위를 내림차순으로 나타낸 것이다.
- 기사장(Knight(AK) 또는 Dame(AD)): 2015년 12월 22일자로 수훈 정지 상태. 마지막 수훈은 2015년에 있었다.
- 컴패니언(Companion(AC))
- 오피서(Officer(AO))
- 멤버(Member(AM))
- 메달(Medal of the Order of Australia(OAM))

## 같이 보기
- 캐나다 훈장
- 대영 제국 훈장